# 马家滩镇
马家滩镇，是中华人民共和国宁夏回族自治区銀川市灵武市下辖的一个乡镇级行政单位。，2021年6月11日，灵武市第七次全国人口普查公报发布，马家滩镇人口数为6915人。
马家滩镇是70年代建成的长庆油田马家滩炼油厂所在地，2004年11月4日正式关闭。2000年，长庆石油管理局马家滩基地开始撤离，20000多职工陆续搬往银川市东郊燕鸽湖生活基地。

## 行政区划
马家滩镇下辖以下地区：
镇社区、马家滩村、大羊其村、杨圈湾村和西三村。

## 管辖
1949年9月21日，灵武解放，马家滩隶属第五区。
1952年2月，马家滩划属第六区。
1958年，设马家滩公社。
1961年9月，成立马家滩人民公社。
1983年6月，成立马家滩乡。
1985年12月，马家滩乡改为马家滩镇。

## 交通
交通：离宁东镇55公里，离盐池县58公里，离灵武市65公里，离吴忠市72公里。
行程推荐：先到银川，之后从银川到灵武或吴忠再到马家滩。
和灵武有公交27路相连，从灵武到马家滩7：00和14：00有两班车，班车时间两个半小时左右，始发站灵武鼓楼，车费3元
9：30和15：30有两班车从马家滩到灵武
2023年包车从镇上去灵武大约50元

## 煤矿产业
主要为宁东煤田
双马一矿
宁夏银星煤业有限公司
红柳煤矿
神华宁煤石槽村煤矿有限公司

## 发电
光伏厂和风力发电
火力发电有国能宁东第一发电有限公司

## 炼油厂
长庆油田的一部分
1998-2004年，炼油厂陆续关闭，移交给当地机构。
长庆马家滩石油基地此次移交的土地总面积为3282亩，房屋总建筑面积11.7万多平方米，资产价值456万元。在盘活利用资产中，对还能够使用的房屋，采取租赁、移交等方式用于发展公益事业。长庆中学移交后，解决了当地教育设施简陋的问题；幼儿园移交宁夏灵武市供电局使用，为农村电网改造提供支持；服务楼无偿移交马家滩村，用于发展公益事业。
继长庆石油勘探局马家滩原基地的部分公益设施和生活区移交灵武市马家滩镇使用后，2004年11月4日，长庆石油勘探局在马家滩基地的最后一项主导产业－－长庆油田分公司第二助剂厂（马家滩炼油厂）正式关闭。
马家滩炼油厂曾是宁夏纳税额前十名的企业。2004年，该厂预计上缴地税收入583．3万元及相关企业的税收237．3万元，为国税上缴增值税4000万元。马家滩炼油厂今年将为灵武市贡献1820．6万元税收收入。据统计，灵武市每年财政预算收入为8023万元，该厂的关闭，将使灵武市财政收入减少20%以上。
由于政策性原因，从2000年，长庆石油管理局马家滩基地开始撤离，20000多职工陆续搬往银川市东郊燕鸽湖生活基地。今年11月4日，中石油关闭了大马基地的最后一项主导产业——马家滩炼油厂，一个曾经被当地人称为“小香港”的繁华小镇，重新又回到了起点。“空了，都走光了，这对当地的经济发展的打击是巨大的。”尽管提前就有心理准备，可突然的现实，还是让镇长孙吉广有点喘不过气来。
2001年前，马家滩石油技校搬迁之后，原技校教师住的小院开始向当地居民出售。
技校家属院后面的一幢幢楼房，已失去了往日的生机，楼门全部堵上黑黑的水泥构件，窗户上的玻璃已经看不见有几块完整的了。
这几年，马玉章眼睁睁地看着这座繁华的小镇怎样被肢解、生活怎样变化、熟悉的人群四散而去。
先是一车一车地搬家，以前石油职工住的房子，许多很便宜地卖给了当地居民，但更多的房子成了废墟。很快，马路上的路灯便一盏接一盏地停止了工作，一到晚上黑乎乎一片，再也没有了从前的灯火通明的模样，男女老少仿佛一夜之间消失殆尽，马路上不再有人行走，空房里不再有人的笑声。
整个马家滩镇，几年之前有近3万人，相当于宁夏一个县城的人口，马家滩是牧区，可羊肉就是比别的地方贵个一块两块的，石油职工有钱啊，这儿的水果、蔬菜永远都是最新鲜的，小贩们知道能卖上价钱，就拿看电影来说，银川一演完，拷贝马上就能到马家滩，然后才能到灵武。一位本地长大的镇政府工作人员告诉记者。
“过去石油职工在的时候，每年中秋和春节，基地都会放焰火，街道上总会围个水泄不通，连外乡镇的人都会来看热闹，现在就是全镇的5000多人全部来到街上，也不可能‘水泄不通’了。”马家滩镇副书记马学明说。
从80年代起就非常繁华的小镇，经过了20年后，如今突然的就从繁华归于萧条。
镇子的萧条，从交通上就能体现。过去，除了石油单位接送职工的专用车辆，仅每天开往银川的车，40分钟就有一趟，去吴忠的车每隔一小时就准时发车。一个小小的镇子，每天有近30辆出租车穿梭往来，每天100多辆货车，在马家滩炼油厂的门口排着长长的队伍，期待着能早点装油出发。
到吴忠的车现在只剩下3趟，并且早上的那两趟还不定时，“有人就走，人如果太少，干脆就不走了，镇上家住吴忠的干部，有时从早上出发，甚至能走上一天才能到镇上，原因就是人太少，车主觉得划不来就不走，坐车的人只能等下午的车。”镇长孙吉广显得有点无奈地说。
然而，最让居民忧心的不是镇子是否繁华或者生活品质的下降，水，才是症结。
得益于石油单位的入驻而吃上自来水的当地居民，由于水厂即将关闭，将面临回到以前吃苦咸水的日子。
而这，无疑又让孙吉广忧心重重，“报告已经打上去了，就目前的情况来看，解决起来很难。”
消息显示，灵武市政府已就此事积极和有关部门协调。

## 产业
甘草资源丰富，是本镇的主要特点，2001年，北京美康中药材进出口公司、上海明阳公司分别在本镇投资围建甘草基地7.5万亩和6.5万亩。畜牧业是本镇的“龙头”产业，2003年畜牧业收入454万元，占总收入的53.8%，畜牧业比重占农业的78%，全镇现存栏羊只2.6万只，百户百只基础母羊养殖户达到147户。